# قائمة زملاء الجمعية الملكية المنتخبين في 1678
هذه الصفحة تعرض قائمة زملاء الجمعية الملكية المُنتخبين لعام 1678.

## الزملاء
1. Sir James Langham, 2nd Baronet [الإنجليزية]‏
2. Walter Chetwynd [الإنجليزية]‏
3. إدموند هالي
4. Theodor Kerckring [الإنجليزية]‏
5. Joseph Moxon [الإنجليزية]‏
6. جون مايو